# Anna-Maria Alexandri
Anna-Maria Alexandri (Marusi, Grecia, 15 de septiembre de 1997) es una deportista austríaca que compite en natación sincronizada. Sus hermanas trillizas Eirini-Marina y Vasiliki compiten en el mismo deporte.
Ganó cuatro medallas en el Campeonato Mundial de Natación, en los años 2022 y 2025, y cinco medallas en el Campeonato Europeo de Natación, en los años 2021 y 2025. En los Juegos Europeos consiguió cuatro medallas en los años 2015 y 2023.

## Palmarés internacional
| Campeonato Mundial | Campeonato Mundial  | Campeonato Mundial | Campeonato Mundial |
| Año                | Lugar               | Medalla            | Prueba             |
| ------------------ | ------------------- | ------------------ | ------------------ |
| 2022               | Budapest (Hungría)  | Medalla de bronce  | Dúo técnico        |
| 2022               | Budapest (Hungría)  | Medalla de bronce  | Dúo libre          |
| 2023               | Fukuoka (Japón)     | Medalla de oro     | Dúo libre          |
| 2025               | Singapur (Singapur) | Medalla de oro     | Dúo técnico        |
| Juegos Europeos    |                     |                    |                    |
| Año                | Lugar               | Medalla            | Prueba             |
| 2015               | Bakú (Azerbaiyán)   | Medalla de plata   | Dúo                |
| 2015               | Bakú (Azerbaiyán)   | Medalla de bronce  | Solo               |
| 2023               | Oświęcim (Polonia)  | Medalla de oro     | Dúo técnico        |
| 2023               | Oświęcim (Polonia)  | Medalla de oro     | Dúo libre          |
| Campeonato Europeo |                     |                    |                    |
| Año                | Lugar               | Medalla            | Prueba             |
| 2021               | Budapest (Hungría)  | Medalla de bronce  | Dúo técnico        |
| 2021               | Budapest (Hungría)  | Medalla de bronce  | Dúo libre          |
| 2022               | Roma (Italia)       | Medalla de plata   | Dúo técnico        |
| 2022               | Roma (Italia)       | Medalla de plata   | Dúo libre          |
| 2025               | Funchal (Portugal)  | Medalla de oro     | Dúo técnico        |